# Scott Jurek
Scott Jurek, född 26 oktober 1973, är en amerikansk ultramaratonlöpare med segrar i bland annat Spartathlon, Western States 100 miles och Badwater Ultramarathon. 2010 kom Jurek tvåa i världsmästerskapen i 24-timmarslöpning i Brive-la-Gardaille.